# Rössjöholm slot
Rössjöholm slot er et svensk slot i Tåssjö sogn i Ängelholm kommune i Skåne. Det ligger ved Rössjön, cirka 10 km vest for Örkelljunga. Den nuværende hovedbygning er med en etage og to fløje, opført i 1731.

## Historie
Den første kendte ejer til Rydtzeholm, som var det oprindelige navn, var den danske ridder Olof Geed, omkring 1500. Hans sønnedatter, Karen Geed, bragte gennem giftermål med Mogens Krabbe i Krabbe-slægtens eje. Den har senere tilhørt slægterne Leijonsköld, Silfverskiöld, Sjöcrona med flere. Der findes stadig ruiner efter middelalderborgen.
En ældre borg blev opført af Karen Geed i 1553 ved Rössjön ved sydenden af Hallandsåsen. Den var godt befæstet og forsynet med ikke mindre end syv tårne. Da den Skånske Krig brød ud, lå borgen på en ø i Rössjön. Da snaphanerne indtog den i 1676 modstod den i lang tid den svenske belejring, som var udsendt fra Helsingborg. Da det endelig lykkedes, blev borgen raseret for at hindre, at friskytterne senere brugte den som beskyttelse.
En ny hovedbygning blev opført i 1696 på hovedlandet. Denne blev i 1705 købt af landshøvding Nils Silfverschiöld. Bygningen udbrændte i 1730, hvorpå Silfverschiöld lod opføre en ny bygning i 1731. Også den brændte ved selve indvielsen, da forladningen fra en kanonsalut satte ild på taget. Derpå blev det slot, der fortsat findes, opført i karolinsk stil. Siden 1857 har slottet tilhørt den oprindeligt danske slægt Rosenørn-Lehn.
Den kendte forfatter Frans G. Bengtsson blev født og voksede op på Rössjöholm, hvor hans far var forvalter. Han har skildret sin opvækst i sin bog Det paradis der var engang (svensk: Den lustgård som jag minns).